# Grande Premio Brasil Caixa de Atletismo

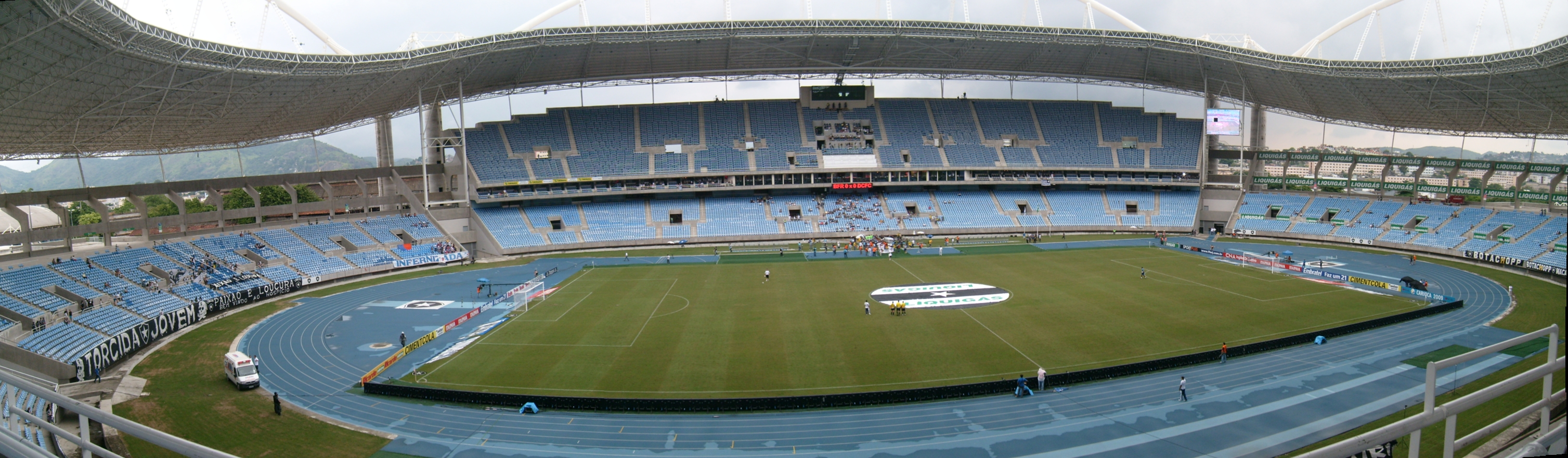
Het Estádio Olímpico João Havelange waar de Braziliaanse wedstrijd sinds 2010 wordt georganiseerd.

De Grande Premio Brasil Caixa de Atletismo is een internationale atletiekwedstrijd, die jaarlijks wordt georganiseerd in Rio de Janeiro (Brazilië). De wedstrijd vond voor het eerst plaats in 1985 en wordt sinds 2010 jaarlijks gehouden in het Estádio Olímpico João Havelange. De jaren daarvoor werd de wedstrijd georganiseerd in São Paulo en het Estádio Olímpico do Pará in Belém. Het evenement vindt steeds plaats in mei, de laatste jaren vooral eind mei.
De Grande Premio Brasil Caixa de Atletismo maakte tussen 1998 en 2009 deel uit van de IAAF Grand Prix. Vanaf 2010 is de wedstrijd onderdeel van de IAAF World Challenge en behoort bovendien tot het Braziliaanse atletiekcircuit, bestaande uit vijf wedstrijden. De wedstrijd wordt georganiseerd door de CBAt, de Braziliaanse atletiekbond.

## Meetingrecords
| Onderdeel            | Prestatie          | Atleet                                                                         | Nationaliteit | Datum       |
| -------------------- | ------------------ | ------------------------------------------------------------------------------ | ------------- | ----------- |
| 100 m                | 9,99 s (−0,3 m/s)  | Daniel Bailey                                                                  | ANT           | 24 mei 2009 |
| 200 m                | 20,02 s (+0,5 m/s) | Michael Johnson                                                                | USA           | 19 mei 1991 |
| 400 m                | 44,45 s            | Leonard Byrd                                                                   | USA           | 5 mei 2002  |
| 800 m                | 1.44,52            | Gilbert Kipchoge                                                               | KEN           | 25 mei 2008 |
| 1000 m               | 2.18,70            | Justus Koech                                                                   | KEN           | 21 mei 2006 |
| 1500 m               | 3.34,99            | Noureddine Morceli                                                             | ALG           | 3 mei 1998  |
| 3000 m               | 7.43,15            | Simon Chemoiywo                                                                | KEN           | 14 mei 1995 |
| 5000 m               | 13.17,64           | Abraham Chebii                                                                 | KEN           | 23 mei 2010 |
| 10.000 m             | 28.21,25           | Robert Kipngetich                                                              | KEN           | 24 mei 2009 |
| 110 m horden         | 13,30 s (−0.8 m/s) | Jack Pierce                                                                    | USA           | 14 mei 1995 |
| 110 m horden         | 13,30 s (+0.5 m/s) | Redelen Melo dos Santos                                                        | BRA           | 22 mei 2005 |
| 400 m horden         | 48,12 s            | Samuel Matete                                                                  | ZAM           | 4 mei 1996  |
| 3000 m steeplechase  | 8.26,95            | Patrick Langat                                                                 | KEN           | 25 mei 2008 |
| hoogspringen         | 2,36 m             | Javier Sotomayor                                                               | CUB           | 21 mei 1994 |
| polsstokhoogspringen | 5,92 m             | Dean Starkey                                                                   | USA           | 21 mei 1994 |
| verspringen          | 8,51 m             | Roland McGhee                                                                  | USA           | 14 mei 1995 |
| hink-stap-springen   | 17,90 m (+0.4 m/s) | Jadel Gregório                                                                 | BRA           | 20 mei 2007 |
| kogelstoten          | 21,82 m            | Darlan Romani                                                                  | BRA           | 3 juni 2017 |
| discuswerpen         | 67,02 m            | Attila Horvath                                                                 | HUN           | 19 mei 1991 |
| kogelslingeren       | 79,90 m            | Primož Kozmus                                                                  | SLO           | 24 mei 2009 |
| speerwerpen          | 88,20 m            | Jan Železný                                                                    | CZE           | 14 mei 1995 |
| 4 × 100 m            | 38,63 s            | Carlos Roberto Pio de Moraes Junior Sandro Viana Nilson André Diego Cavalcanti | BRA           | 20 mei 2012 |
| 4 × 400 m            | 3.01,88            | Albert Bravo Arturo Ramirez Jose Meléndez Omar Longart                         | VEN           | 20 mei 2012 |

| Onderdeel            | Prestatie          | Atlete                                                                    | Nationaliteit | Datum             |
| -------------------- | ------------------ | ------------------------------------------------------------------------- | ------------- | ----------------- |
| 100 m                | 11,05 s (+1.7 m/s) | Ana Claudia Silva                                                         | BRA           | 12 mei 2013       |
| 200 m                | 22,43 s (−2.0 m/s) | Gwen Torrence                                                             | USA           | 14 mei 1995       |
| 400 m                | 50,38 s            | Rochelle Steves                                                           | USA           | 17 mei 1992       |
| 800 m                | 1.57,32            | Maria Mutola                                                              | MOZ           | 16 mei 1993       |
| 1500 m               | 4.12,03            | Mardrea Hayman                                                            | JAM           | 5 mei 2002        |
| 3000 m               | 8:52.16            | Daisy Jepkemei                                                            | KEN           | 28 april 2019     |
| 100 m horden         | 12,64 s (+0.7 m/s) | Brigitte Foster                                                           | JAM           | 5 mei 2002        |
| 100 m horden         | 12,64 s            | Priscilla Lopes                                                           | CAN           | 20 mei 2007       |
| 400 m horden         | 53,56 s            | Lashinda Demus                                                            | USA           | 22 mei 2005       |
| 3000 m steeplechase  | 9.31,03            | Salima El Ouali Alami                                                     | MAR           | 20 mei 2012       |
| hoogspringen         | 2,00 m             | Stefka Kostadinova                                                        | BUL           | 21 september 1981 |
| polsstokhoogspringen | 4,75 m             | Fabiana Murer                                                             | BRA           | 23 mei 2010       |
| verspringen          | 7,10 m (+1.6 m/s)  | Inessa Kravets                                                            | UKR           | 20 mei 1990       |
| hink-stap-springen   | 14,81 m (+1,7 m/s) | Trecia Smith                                                              | JAM           | 22 mei 2005       |
| kogelstoten          | 20,73 m            | Vita Pavlysh                                                              | UKR           | 14 mei 1997       |
| discuswerpen         | 66,67 m            | Jelena Antonova                                                           | UKR           | 14 mei 2000       |
| kogelslingeren       | 78,00 m            | Anita Włodarczyk                                                          | POL           | 3 juni 2017       |
| speerwerpen          | 62,33 m            | Osleidys Menéndez                                                         | CUB           | 21 mei 2006       |
| 4 × 100 m            | 43,01 s            | Ana Cláudia Lemos Vanda Ferreira Gomes Evelyn dos Santos Rosângela Santos | BRA           | 20 mei 2012       |
| 4 × 400 m            | 3.01,49            | Geisa Coutinho Lucimar Teodoro Joelma Sousa Jailma de Lima                | BRA           | 20 mei 2012       |

Berlijn (ISTAF) · Dakar (Meeting Grand Prix IAAF de Dakar) · Hengelo (Fanny Blankers-Koen Games) · Kingston (Jamaica International Invitational) · Madrid (Meeting de Atletismo Madrid) · Melbourne (Melbourne Track Classic) · Moskou (Moskou Challenge) · Ostrava (Golden Spike Ostrava) · Peking (Beijing World Challenge) · Ponce (Ponce Grand Prix de Atletismo) · Rabat (Meeting International Mohammed VI d'Athlétisme) · Rieti (Rieti Meeting) · Rio de Janeiro (Grande Premio Brasil Caixa de Atletismo) · Tokio (Seiko Golden Grand Prix) · Zagreb (Hanžeković Memorial)